# Tempel von Soleb
Der Tempel von Soleb im Sudan ist der größte ägyptische Tempel südlich von Theben. Er wurde um 1350 v. Chr. unter Amenophis III. errichtet und war dem Reichsgott Amun-Ra sowie dem vergöttlichten König gewidmet.

## Lage und Umgebung
Koordinaten: 20° 26′ 10,9″ N, 30° 20′ 2,6″ O
Der Tempel befindet sich 500 km südlich von Assuan zwischen dem 2. und 3. Katarakt, am Westufer des Nils. In der Umgebung wurden zwei Friedhöfe aus dem Neuen Reich und der meroitischen Zeit entdeckt. Etwas nördlich ließ Amenophis III. den kleinen Tempel von Sedeinga errichten, der seiner Gemahlin Teje geweiht war.

## Name
Der ägyptische Name des Tempels lautete mennu cha-em-maat („Festung/Denkmal des Cha-em-maat“). Er setzt sich aus dem Wort mennu für „Festung“ und dem Horusnamen von Amenophis III. zusammen. Es existieren mehrere Schreibvarianten, beispielsweise ist auch die Kurzform cha-em-maat belegt.

## Forschungsgeschichte
Die Ruinen des Tempels wurden erstmals 1813 von dem Schweizer Reisenden Jean Louis Burckhardt besichtigt. 1821 fertigte der Franzose Frédéric Cailliaud einen Tempelplan und einen Aufriss der Säulen an. Auch kopierte er Ortsnamenlisten, für die sich Jean-François Champollion interessierte. 1844 lieferte Karl Richard Lepsius die erste zutreffende Beschreibung der Anlage, die zuvor noch als Palast gedeutet wurde. James H. Breasted und Norman de Garis Davies beschäftigten sich 1907 mit den Reliefszenen Echnatons. Von 1957 bis 1977 war eine italienische Mission unter der Leitung von Michela Schiff Giorgini tätig, um die Baugeschichte des Tempels genauer zu erforschen.

## Architektur

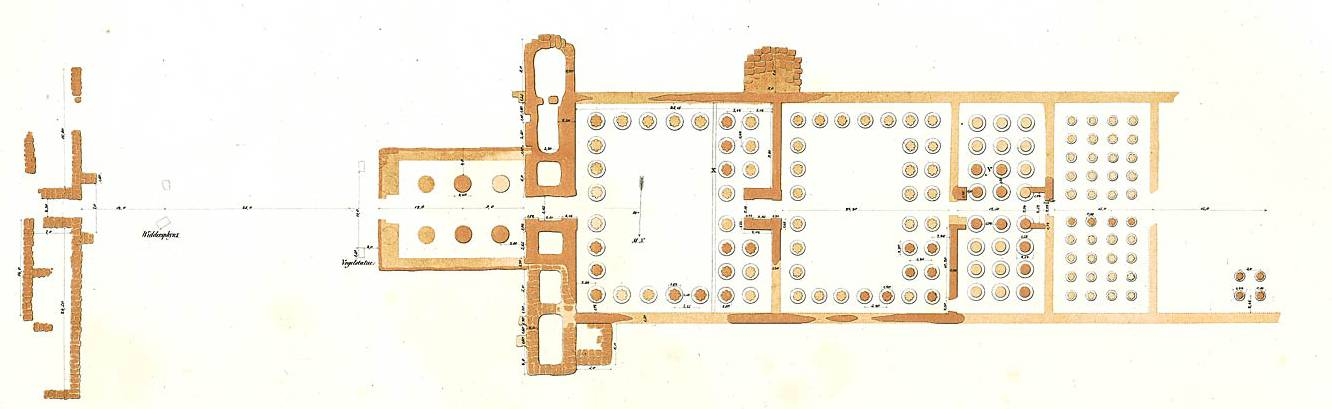
Grundriss des Tempels nach Karl Richard Lepsius

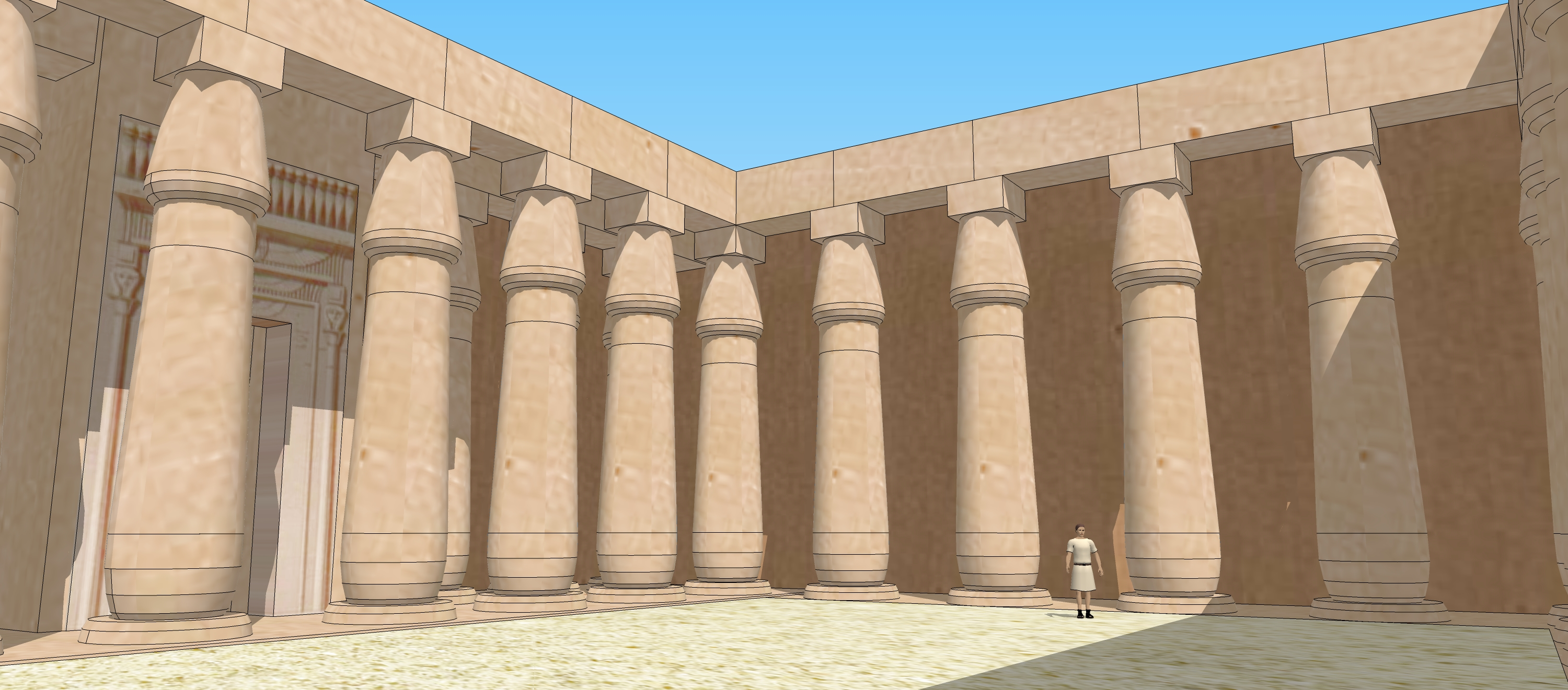
Rekonstruktion eines der Innenhöfe

Der Tempel von Soleb wurde im Zuge eines umfangreichen Bauprogramms von Amenophis, Sohn des Hapu konzipiert, von dem auch der Luxor-Tempel und das Millionenjahrhaus in Theben-West stammt. Der Tempel war ursprünglich viel kleiner und wurde im Laufe von fünf Bauphasen auf die endgültige Form mit drei Achsen gebracht.

### Baugeschichte
In der ersten Bauphase bestand das Heiligtum aus einem kleinen Podiumstempel mit Umgang. Dieser stand in der Südwestecke einer doppelten Umfassungsmauer, die 105 Meter lang und 120 Meter breit war. Ein Kanal stellte eine Verbindung vom Nil zu einer Kaianlage vor den Mauern her.
In Phase zwei entstanden vor dem Kernbau ein Hypostyl mit 24 Palmkapitellsäulen, ein Säulenhof und ein erster Pylon. Die Kaianlage wurde neugestaltet und erhielt eine Barkenstation mit dreiteiligem Sanktuar.
In der dritten Phase wurde eine zweite Umfassungsmauer mit einem Umfang von 140 mal 175 Meter errichtet, die mit vorspringenden Türmen bewehrt war und in die ein neuer Pylon eingebunden wurde. Der erste Pylon wurde durch die Säulenrückhalle des neuen Hofes ersetzt.
In Phase vier wurde eine Allee mit Widder-Sphingen angelegt, die vom neuen Pylon zum Kai führte. Der neue Hof war nun von Hallen mit gebündelten Papyrussäulen umgeben. Vor dem zweiten Pylon wurden zwei Obelisken und sechs Kolossalstatuen aufgestellt.
In der letzten Bauphase wurden die Obelisken und Kolossalstatuen am zweiten Pylon durch einen monumentalen Kiosk mit vier 12 Meter hohen Obelisken und Palmsäulen ersetzt. Die Umfassungsmauer wurde auf 210 mal 240 Meter vergrößert und auf die Sphinxallee ein dritter Pylon gebaut, vor und hinter dem je zwei Obelisken aufgestellt wurden. Das Tempelhaus hatte bis zum dritten Pylon eine Länge von 170 Metern und war damit beträchtlich länger als der Luxor-Tempel von Amenophis III.

### Säulen

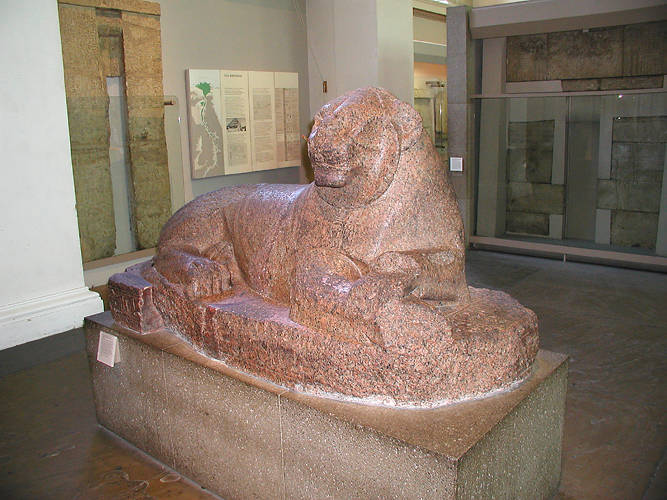
Granitlöwe im British Museum

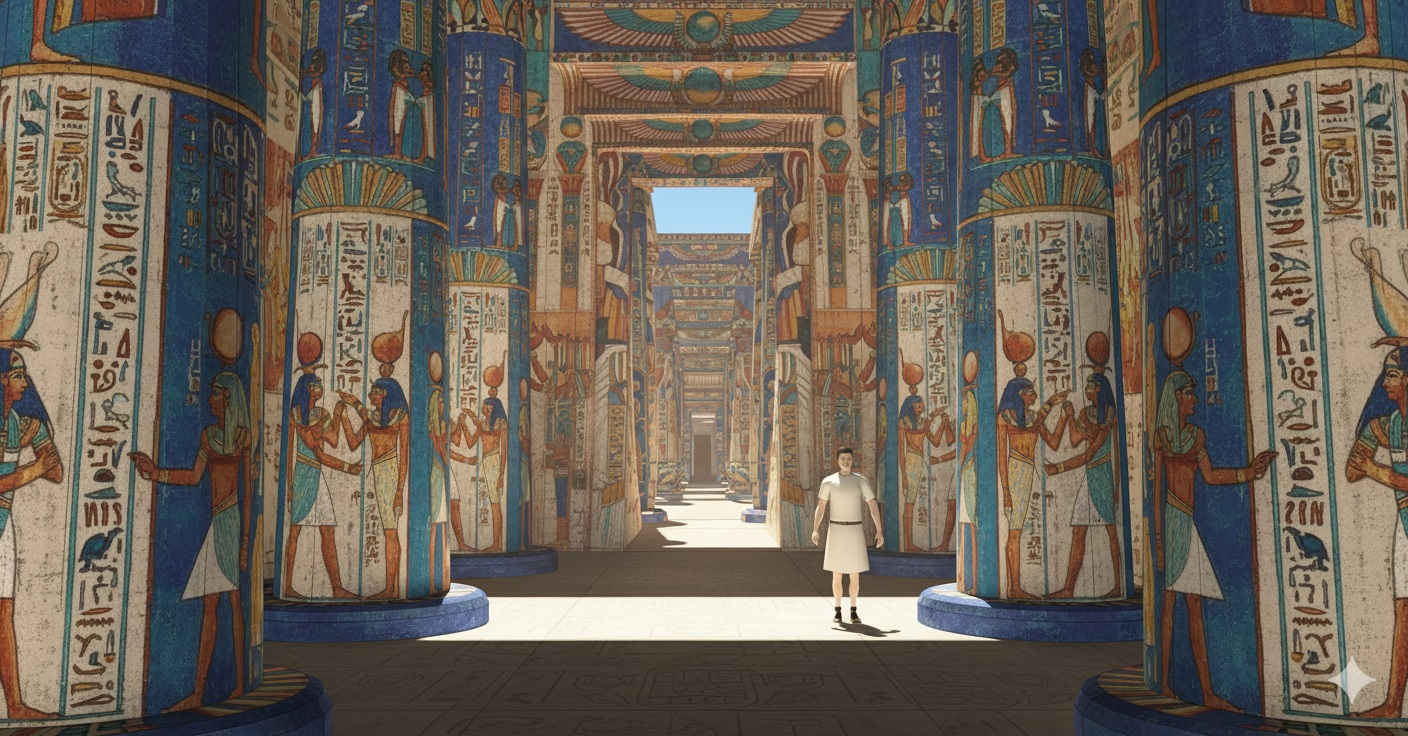
Rekonstruktion des Dromos

Die Papyrusbündelsäulen im Tempel von Soleb sind charakteristisch für Bauten von Amenophis III. Ähnliche finden sich auch im Tempel von Luxor. Dieser Säulentyp trat im Alten Reich auf, aber nur selten in Heiligtümern der Folgezeit. Beliebtheit erlangten die Papyrusbündelsäulen  vor allem unter Echnaton in Amarna.

### Dromos und Widderallee
Auf den Wiesen neben dem Aufweg haben anfangs lebende Widder frei ohne Umzäunung geweidet. Später wurden direkt an der Flanke des Dromos 1 mal 5 Meter große Ställe angelegt, die so ausgerichtet waren, dass die Tiere direkt auf den Dromos blicken konnten. Durch zwei Ziegelstempel mit der Aufschrift „Widder-Herde des Nebmaatre“ konnte erstmals archäologisch die Haltung einer heiligen Herde nachgewiesen werden. Die Stallungen wurden später durch steinerne Statuen ersetzt. Entlang des Dromos sollen insgesamt mindestens zwei Granitlöwen, vier schwarze Granitfalken und zwölf Granitwidder gestanden haben, von denen sich heute nur Reste eines Falken und zweier Widder vor Ort befinden. Die restlichen Statuen wurden verschleppt und befinden sich heute in verschiedenen Museen.

## Dekoration und Bildprogramm
Auf der Rückseite des zweiten Pylons sind Sedfest-Szenen aus dem 30. Regierungsjahr von Amenophis III. erhalten. Sie zeigen die Krönungsfeierlichkeiten in Theben und den rituellen Umzug um die Mauer mit Stationen an den verschiedenen Stadttoren.
Auf dem zweiten Pylon finden sich auch Darstellungen mit Amenophis III. und seinem Nachfolger Echnaton. Auf einer erhält Echnaton von seinem vergöttlichten Vater das Anch-Zeichen und wird von vier Göttern gekrönt. Andere Reliefs zeigen ihn beim Weihrauch- und Trankopfer. Auffallend bei diesen Szenen ist, dass der Name des vergöttlichten Vaters (Amun) nicht verfolgt wurde, wie es sonst zur Amarna-Zeit üblich war.
Auf den Säulen des Hypostyls befindet sich eine Liste mit etwa 60 ausländischen Orts- und Völkernamen. Es werden unter anderem Tunip, Qadesch, Byblos und Karkemiš aufgezählt, aber auch einige neue Ortsnamen, die aus anderen Quellen nicht bekannt sind.

## Belege
1. 1 2 3 4 5 6  Dieter Arnold: Die Tempel Ägyptens. Bechtermünz, Augsburg 1996, ISBN 3-86047-215-1, S. 73–74.
2. 1 2  J. Budka, Präsenz in Nubien, 2003, S. 41.
3. 1 2  J. Budka, Präsenz in Nubien, 2003, S. 37.
4. ↑  J. Budka, Präsenz in Nubien, 2003, S. 37–38.
5. 1 2  J. Budka, Präsenz in Nubien, 2003, S. 38.
6. 1 2 3 4 5  J. Budka, Präsenz in Nubien, 2003, S. 39.
7. ↑  J. Budka, Präsenz in Nubien, 2003, S. 39–40.
8. ↑  J. Budka, Präsenz in Nubien, 2003, S. 40.
9. ↑  J. Budka, Präsenz in Nubien, 2003, S. 40–41.